# Mizyeneh
Mizyeneh hoặc Mazinah (tiếng Ả Rập: المزينة) là một ngôi làng Kitô giáo Chính thống nhỏ của Hy Lạp nằm ở phía Tây Syria gần biên giới Liban và thuộc chính quyền của Chính phủ Homs. Theo Cục Thống kê Trung ương Syria, Mizyeneh có dân số 2.769 người trong cuộc điều tra dân số năm 2004.